# Demokratiska muslimer i Danmark
Demokratiska muslimer (Danish Demokratiske muslimer) är en politisk organisation i Danmark som grundades av Naser Khader, Yildiz Akdogan och andra muslimer i februari 2006 efter att kontroversen kring Muhammedkarikatyrerna i Jyllands-Posten eskalerat. Dess mål är en fredlig samexistens mellan islam och demokrati. Dess ursprungliga namn var Moderata muslimer, men de ändrade namn snabbt efter grundandet.
Naser Khader lämnade sin position som ledare 2007. År 2009 och 2011 rapporterades det att organisationen hade få medlemmar och liten aktivitet.